# Elytrimitatrix sauria
Elytrimitatrix sauria là một loài bọ cánh cứng trong họ Cerambycidae.